# Charmides and Other Poems

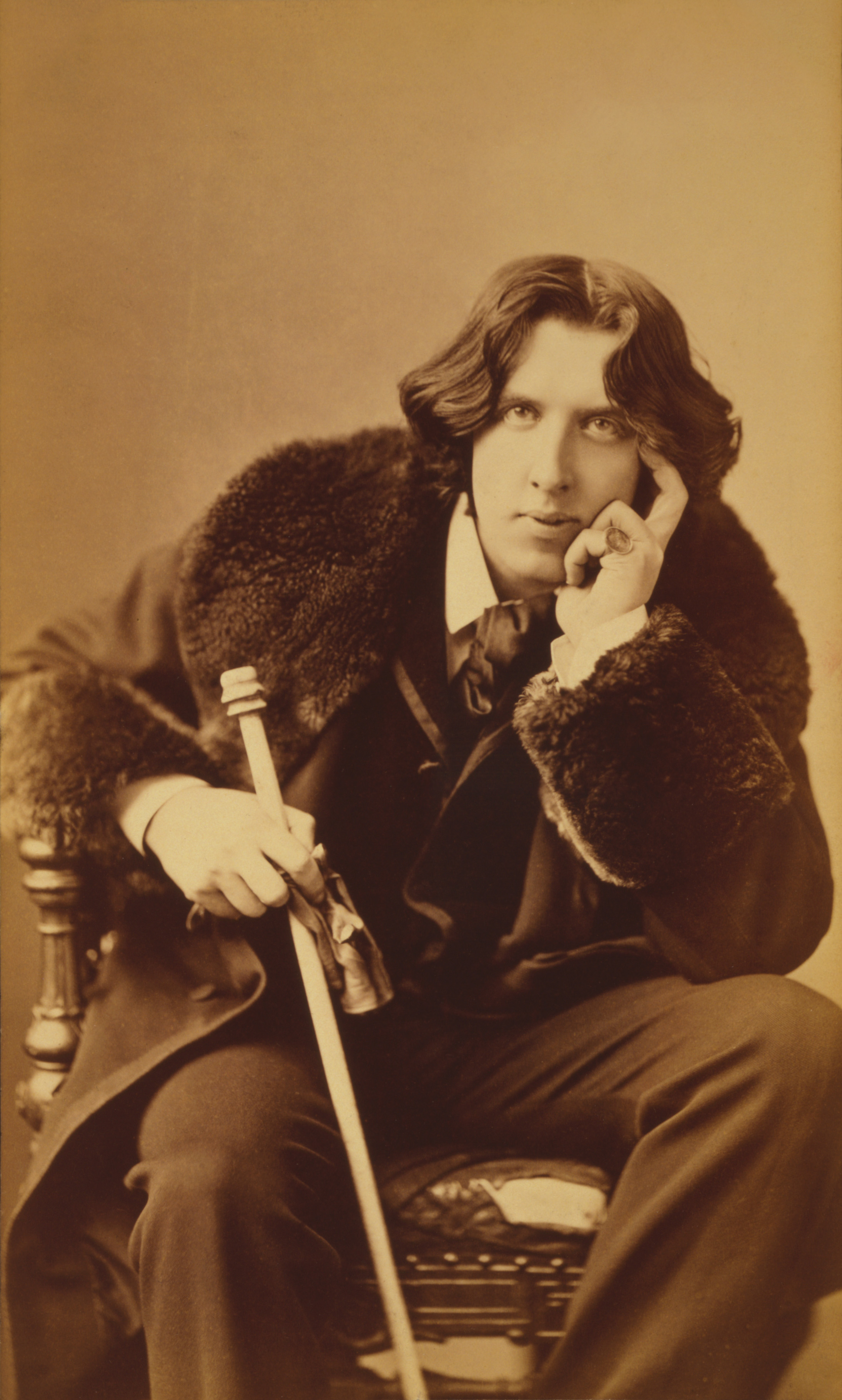
Napoleon Sarony, Oscar Wilde, fotografia

Charmides and Other Poems – tom poetycki Oscara Wilde’a, opublikowany w 1913 nakładem londyńskiej oficyny Methuen & Co. Stanowi wybór poematów i liryków zmarłego kilkanaście lat wcześniej autora. Głównym dziełem jest poemat Charmides z 1881.
HE was a Grecian lad, who coming home
With pulpy figs and wine from Sicily
Stood at his galley’s prow, and let the foam
Blow through his crisp brown curls unconsciously,
And holding wave and wind in boy’s despite
Peered from his dripping seat across the wet and stormy night.
Oprócz utworu Charmides w tomie znalazły się między innymi wiersze Requiescat, San Miniato, Rome Unvisited, Humanitad, Louis Napoleon, Endymion, Le Jardin, La Mer, Le Panneau, Les Ballons, Canzonet, Le Jardin des Tuileries, In the Forest i Symphony In Yellow. Wraz z nimi zaprezentowane zostały sonety, w tym To Milton i On the Massacre of The Christians in Bulgaria. Z formalnego punktu widzenia szczególnie interesujący jest wiersz Pan, będący podwójną vilanellą.